# Кленовский сельский совет (Харьковская область)
Кленовский сельский совет — входит в состав Богодуховского района Харьковской области Украины.
Административный центр сельского совета находится в селе Кленовое.

## История
- 1920 — дата образования.

## Населённые пункты совета
- село Кленовое
- посёлок Малая Ивановка
- село Мерло
- село Песочин
- посёлок Таверовка
- село Шигимагино